# Arquitectura roja

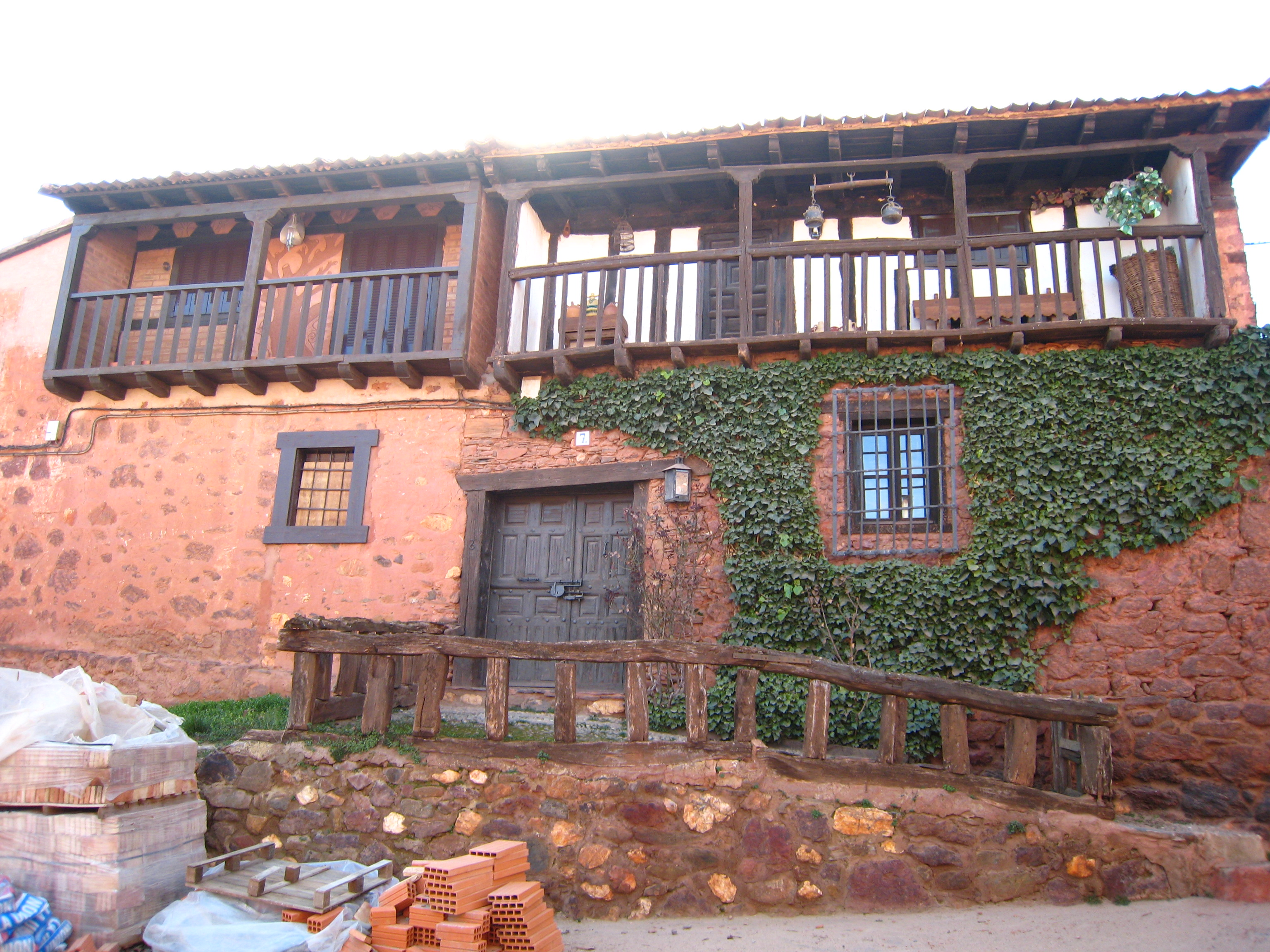
Ejemplo de arquitectura roja en Madriguera, Segovia.

La arquitectura roja es un tipo de arquitectura popular que se aplica a las construcciones típicas de los pueblos de la vertiente norte de la sierra de Ayllón, al sur de la provincia de Segovia (España). Se utilizan para su construcción materiales rojizos tales como la piedra ferruginosa y la arcilla. El color contrasta en ocasiones con el gris de la pizarra y el blanco del cuarzo, materiales abundantes también en la zona. 
Los principales exponentes de los pueblos rojos son Madriguera y Villacorta. En éstos, las restauraciones de los edificios y las nuevas construcciones han seguido utilizando en mayor o menor medida los materiales tradicionales.
Fuera de Segovia también existen localidades donde la arquitectura roja domina la trama urbana. Es el caso de algunos pueblos de la provincia de Teruel, destacando Pozondón y Ródenas.
- Datos: Q5705274